# Joseph LeDoux

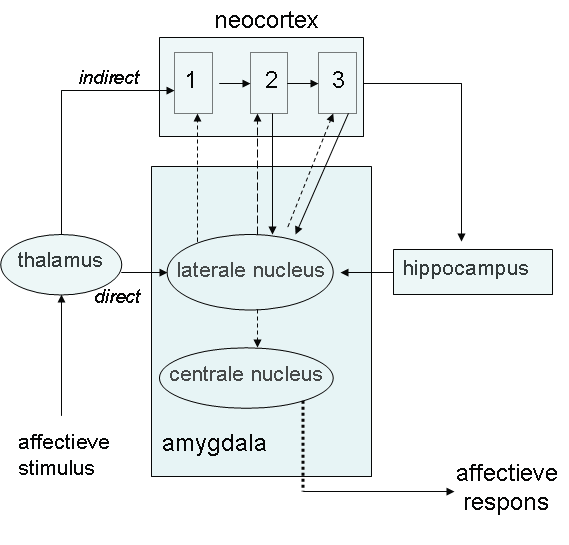
Das neuroaffektive Modell von Le Doux mit direkten und indirekten Schaltkreisen zur Amygdala. Neokortex: 1=primär, 2=sekundär unimodal, 3=sekundär polymodal. Das Zwei-Wege-Modell von LeDoux mit kurzem Weg (direkt) und langsamem Weg (indirekt).

Joseph E. LeDoux (* 7. Dezember 1949 in Eunice (Louisiana)) ist ein US-amerikanischer Psychologe, Neurowissenschaftler und Hochschullehrer am Center for Neural Science an der New York University.

## Leben und Wirken
Joseph LeDoux wurde an der University of New York in Stony Brook bei Michael Gazzaniga promoviert.
Ein Schwerpunkt seiner Forschung ist die Neurophysiologie der Angst.
Nach LeDoux stoßen furchtauslösende Reize zwei Prozesse im Zentralnervensystem an, die beide ihren Ursprung im Thalamus haben und danach jeweils entlang einer eigenständigen Route verlaufen. Der erste Prozess ist der schnelle Abgleich des Reizes mit groben Reizmustern zur Kategorisierung als gefährlich oder ungefährlich. Er wird von LeDoux als emotionale Verarbeitung bezeichnet und als „quick and dirty“ beschrieben. Er dient seiner These nach zur Vorbereitung schneller Reaktionen (z. B. der Flucht in Gefahrensituationen) und ist fehleranfällig. Diese erste Route führt LeDoux zufolge direkt, also ohne Umweg über die Großhirnrinde, vom Thalamus zur Amygdala. Die Amygdala habituiert erfahrungsbedingt, also kann man von der Amygdala als emotionalem bzw. implizitem (nicht-deklarativen) Gedächtnis sprechen.
Den zweiten Prozess nennt LeDoux „kognitives Verarbeiten“. Er diene zur Kontrolle der bei der emotionalen Verarbeitung gewonnenen Information und sei zeitaufwendiger. Dieser Prozess beginnt LeDoux zufolge am Thalamus (Tor zum Bewusstsein) und verläuft über den präfrontalen Cortex, sowie auf einer Nebenroute über den Hippocampus. Der Hippocampus selektioniert und koordiniert die Information und schafft auf diese Weise das explizite, deklarative Gedächtnis. So teilen sich die Amygdala, der Hippocampus und sein umgebender Cortex (EPPC genannt) die deklarative Gedächtnisarbeit, wobei die Gedächtnisinhalte selbst im dazugehörigen Cortex (Sehrinde, Hörrinde, …) gespeichert werden. Die Verbindungen zwischen Hippocampus und Cortex bilden sich erst mit dem 4. Lebensjahr voll aus. So können vor dem 4. Lebensjahr Inhalte zwar „emotional“ gespeichert werden, es fehlt aber der deklarative Zusammenhang (infantile Amnesie).

## Auszeichnungen
- 1999: Jean-Louis-Signoret-Preis
- 2005: Internationaler Preis der Fyssen-Stiftung
- 2006: Mitglied der American Academy of Arts and Sciences
- 2011: Karl Spencer Lashley Award
- 2013: Mitglied der National Academy of Sciences[3]

## Schriften (Auswahl)
- The Emotional Brain: The Mysterious Underpinnings of Emotional Life. Simon and Schuster, New York 1996, ISBN 0-684-80382-8.
  - deutsch: Das Netz der Gefühle. Übersetzt von Friedrich Griese. München 1998; dtv, München 2004, ISBN 3-423-36253-7.
- Synaptic Self. How Our Brains Become Who We Are. Viking, New York 2002, ISBN 0-670-03028-7.
  - deutsch: Das Netz der Persönlichkeit. Übersetzt von Christoph Trunk. dtv, München 2006, ISBN 3-423-34279-X.
- Bewusstsein. Die ersten vier Milliarden Jahre. Klett-Cotta Verlag, 2021, ISBN 978-3-608-98331-9